# Carl Friedrich Zöllner
 Ikke at forveksle med Johann Carl Friedrich Zöllner.
Carl Friedrich Zöllner (17. marts 1800 i Mittelhausen i Thüringen – 25. september 1860 i Leipzig) var en tysk komponist og dirigent, far til Heinrich Zöllner.
Zöllner gennemgik Thomasskolen i Leipzig og stiftede 1833 den første "Zöllnerforening"; han har skrevet talrige sange for mandskor og blandet kor.